# Biserica reformată din Remetea
Biserica reformată din Remetea este un monument istoric aflat pe teritoriul satului Remetea, comuna Remetea. În Repertoriul Arheologic Național, monumentul apare cu codul 30728.01.
În interior s-au păstrat urme de pictură gotică de dinaintea Reformei protestante.